# Giulianova (stacja kolejowa)
Giulianova (włoski: Stazione di Giulianova) – stacja kolejowa w Giulianova, w regionie Abruzja, we Włoszech. Znajdują się tu 2 perony.